# CT-34
La autovía  CT-34  comunica las autovías A-30 y CT-32, a su entrada en Cartagena, con Escombreras y la Refinería de Cartagena.

## Nomenclatura
El nombre de CT-34 significa: CT es el código que recibe al ser una autovía urbana de la ciudad de Cartagena, y el 34, que significa que es un acceso a la ciudad.

## Historia
Esta autovía urbana surgió como un desdoblamiento y rectificación de la antigua N-343, que unía la Autovía de Murcia y Escombreras atravesando la población de Alumbres.
El 23 de mayo de 2024 se licitaron las obras de duplicación de la CT-34 entre la Glorieta RM-F46 y la Glorieta Reficar, y se adjudicaron las obras el 12 de diciembre de 2024. El 12 de marzo de 2025 iniciaron las obras y estará previsto la conclusión en otoño de 2025 (6 meses de duración de obras según la licitación de obras).

## Recorrido
La  CT-34  comienza su recorrido en los enlaces de las autovías  A-30  y  CT-32 , cerca de Cartagena. Su término se sitúa en Escombreras.

## Tramos
| Denominación | Tramo | km        | Año servicio |
| ------------ | --- | --------- | --- |
| CT-34        | Enlace A-30 CT-32 - Glorieta RM-320 | 6,1       | 2008 |
| CT-34        | Glorieta RM-320 - Glorieta RM-F46 | 1,9       | 2006 |
| CT-34        | Glorieta RM-F46 - Dársena de Escombreras N-343 Tramo original: Glorieta Reficar - Dársena de Escombreras N-343 Subtramo original: Glorieta RM-F46 - Glorieta Reficar Subtramo ampliado: Glorieta RM-F46 - Glorieta Reficar | 1 0,3 0,3 | 2 carriles por sentido: 2008 1 carril por sentido: 2008 2 carriles por sentido: En obras (conclusión otoño de 2025) |

## Salidas
| Velocidad | Esquema | Salida | Sentido Escombreras             | Sentido A-30 y CT-32                      | Carretera            |
| --------- | ------- | ------ | ------------------------------- | ----------------------------------------- | -------------------- |
|           |         |        | A-30 CT-32                      | A-30 Incorporación a la Autovía de Murcia |                      |
|           |         | 1A 1B  |                                 | Cartagena Alicante                        | CT-32                |
|           |         | 4      | Alumbres - La Unión - Cartagena |                                           | Carretera a La Unión |
|           |         | 5      |                                 | Alumbres - La Unión - Cartagena           | Carretera a La Unión |